# Seznam přečerpávacích vodních elektráren v Česku
Seznam přečerpávacích vodních elektráren v Česku obsahuje čtyři přečerpávací vodní elektrárny, které se na území Česka nacházejí. Všechny provozuje společnost ČEZ. Od roku 2014 mají souhrnný instalovaný výkon 1 171,5 MW. V roce 2022 jimi bylo do elektrizační soustavy dodáno 985 GWh elektřiny, přičemž spotřeba na přečerpávání činila 1 278 GWh. Jejich provoz je tedy z bilančního hlediska ztrátový, avšak pro řízení elektrizační soustavy nepostradatelný.
Na PVE Černé jezero, první elektrárně tohoto typu v Československu, byl čerpadlový provoz omezen v roce 1960 následkem znečištování Černého jezera vodou z řeky Úhlavy.

## Tabulka
| Název             | Zkratka ENTSO-E | Výkon [MW] | Roční výroba [GWh] | Spuštění  | Horní nádrž            | Dolní nádrž            | Vodní tok    | Spád [m]  |
| ----------------- | --------------- | ---------- | ------------------ | --------- | ---------------------- | ---------------------- | ------------ | --------- |
| PVE Dlouhé stráně | EDST            | 650        | 403                | 1996      | horní VN Dlouhé stráně | dolní VN Dlouhé stráně | Divoká Desná | 510,7     |
| PVE Dalešice      | EDAL            | 475        | 273                | 1978      | VN Dalešice            | VN Mohelno             | Jihlava      | ⁠60,5–90,7 |
| PVE Štěchovice II |                 | 45         | 23                 | 1947/1996 | VN Homole              | VN Štěchovice          | Vltava       | 220       |
| PVE Černé jezero  |                 | 1,5        | -                  | 1930      | Černé jezero           | VN Pod Černým jezerem  | Úhlava       | 274       |